# Saxemberg

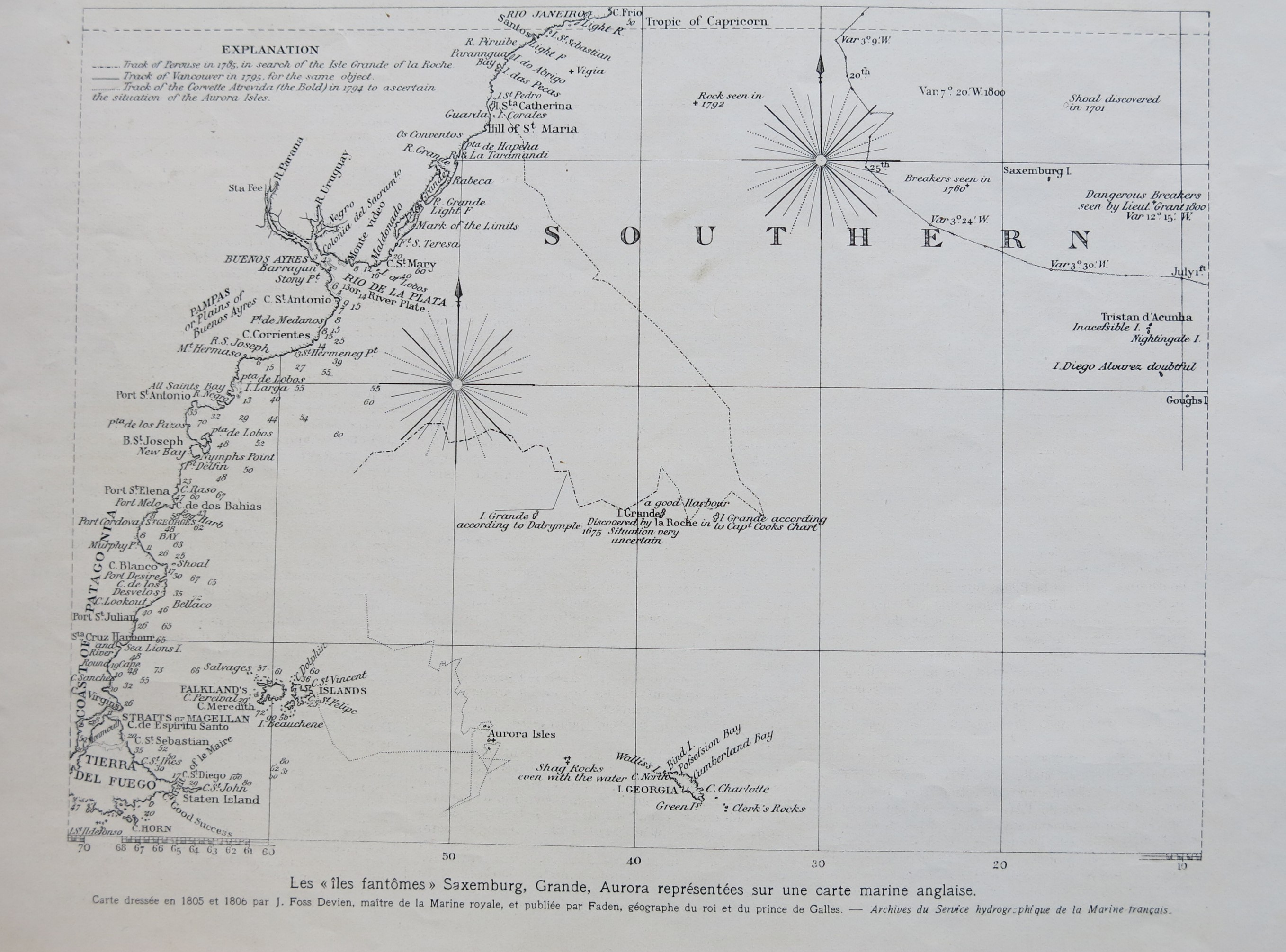
Karte des südlichen Atlantiks von 1805/6 mit der Insel Saxemberg (nordwestlich von Tristan d´Acunha)

Saxemberg, auch Saxemburg, Saxembourgh, Saxenberg, Saxonberg, ist eine Phantominsel im Südatlantik, die ungefähr in der Mitte zwischen der Ostküste Südamerikas und der Westküste Afrikas liegen soll. Sie wurde auf mehreren Karten des 18. und 19. Jahrhunderts abgebildet. Der Ursprung des Namens Saxemberg ist unklar, er könnte aus dem deutschen Sachsenberg oder Sachsenburg abgeleitet sein.

## Geschichte
Als Entdecker gab sich der niederländische Kaufmann John Lindestz Lindemann (oder Lindeman) aus Monnickendam aus. Am 23. August 1670 habe er im Südatlantik eine flache Insel mit einem spitzen Berg in der Mitte entdeckt, die ein Profil ähnlich dem „Hut einer Hexe“ zeigte. Lindemann gab die Koordinaten der Insel mit 30° 45′ südlicher Breite und 19° 40′ westlicher Länge an und fertigte auch eine Profilskizze an.
Eine im Jahr 1710 herausgegebene Karte des britischen Kupferstechers, Kartographen und Verlegers Herman Moll zeigt Saxemberg nordwestlich von Tristan da Cunha.
Es sollten mehr als 180 Jahre vergehen, bis sich der britische Seeoffizier und Forschungsreisende Matthew Flinders mit der HMS Investigator auf die Suche nach Lindemanns Entdeckung machte. Am 1. Oktober 1801 streifte er die angegebene Position, konnte die Insel aber nicht entdecken. In seinem Reisebericht schreibt er dazu:

„Next day [THURSDAY 1 OCTOBER], our observations gave 30° 34′ south, and 20° 28′ west; and I then steered east-south-east, a course which should have taken us almost directly over the supposed situation of Saxemberg, if the same current of 11' north had prevailed, as on the preceding day. But this not proving to be the case, our track lay a few miles to the south; though sufficiently near for us to be satisfied of the non-existence of the island in the place assigned to it […]
Am nächsten Tag [DONNERSTAG, 1. OKTOBER] ergaben unsere Beobachtungen 30° 34′ Süd und 20° 28′ West, und ich steuerte dann Ost-Südost, einen Kurs, der uns fast direkt über die angebliche Lage von Saxemberg hätte führen müssen, wenn die gleiche Strömung von 11 Fuß Nord wie am Vortag vorgeherrscht hätte. Da dies jedoch nicht der Fall war, lag unsere Strecke ein paar Meilen südlich, wenn auch so nahe, dass wir uns davon überzeugen konnten, dass die Insel an dem ihr zugewiesenen Ort nicht existiert […].“

1804 sah Kapitän Galloway, Kommandant des US-amerikanischen Handelsschiffes Fanny, Saxemberg angeblich aus einer Entfernung von 10 Leagues (etwa 55 km). Sie liege, so berichtet er, auf 30°43′ südlicher Breite, allerdings zwei Grad westlicher als von Lindemanns angegeben. Die Insel habe, wie bereits von Lindemanns beschrieben, einen steilen Hügel in der Mitte und eine hohe Klippe im Westen.
Am 22. September 1809 fuhr die Mannschaft der Sloop Columbus, von Brasilien kommend, auf der Position 30°18′S und 28°30′W an einer Insel vorbei, die sie für Saxemberg hielt. Das Eiland war 4 Leagues (ca. 22 km) lang und 2 ½ Meilen (4,5 km) breit. Am Nordende erhob sich eine 70 feet (ca. 21 m) hohe, steile Klippe. Aus einer Entfernung von 1 ½ Meilen (etwa 3 km) waren Bäume, ein Sandstrand und zahlreiche auffliegende Vögel zu erkennen. Matthew Flinders bezieht sich in einer Fußnote seines erst 1814 herausgegebenen Reiseberichtes auf diese Entdeckung der Columbus, von der er erst 1810, nach seiner Reise, durch den Kolonialverwalter Du Pre Alexander, 2. Earl of Caledon (1777–1839), Kenntnis erlangt hatte.
Am 9. März 1816 sichtete Kapitän J.O. Head, der mit dem britischen Handelsschiff True Briton auf der Reise nach Madras befand, aus einer Entfernung von 24 Meilen (ca. 45 km) auf der Position 30°42′S und 21°40′W bei regnerischem und trübem Wetter eine Insel, von der er annahm, sie sei Saxemberg. Seiner Beschreibung nach trug sie am südlichen Ende einen steilen, stufenweise nach Norden abfallenden Gipfel.
Der schottische Kapitän und Kartograph James Horsburgh (1762 – 1836) machte sich Anfang des 19. Jahrhunderts auf seinen Fahrten nach Indien zweimal gezielt auf die Suche nach Saxemberg. Da er die Insel beide Male nicht finden konnte, gelangte er zu der Überzeugung, dass sie nicht existiere.
Auch der US-amerikanische Kapitän und Forscher Benjamin Morrell versuchte im August 1828 Saxemberg zu finden. Er kreuzte bei 30°43′südlicher Breite zwischen dem siebzehnten und neunzehnten Breitengrad, ohne die Insel aufzufinden. Nach sechstägiger Suche kam er zu der Erkenntnis, dass „jede weitere Suche nach Saxenburgh eine sinnlose Zeitverschwendung wäre“.
Keiner der Seeleute, die angeblich die rätselhafte Insel zu Gesicht bekamen, hat sie je betreten. Der britische Gouverneur von St. Helena, Alexander Beatson, glaubte, Saxemberg sei der Überrest einer in einer Naturkatastrophe versunkenen, 1800 Meilen langen und 500 Meilen breiten Inselkette im Südatlantik, von der heute nur noch die Inseln St. Helena, Ascension, Saxemberg, Tristan de Acunha und die Gough-Insel verblieben seien. Er gab an, eine Skizze von Saxemberg zu besitzen, auf der auch die Vegetation mit einigen Bäumen nicht zu bestimmender Arten abgebildet war.

## Deutungen
Die Beschreibungen der Insel könnten mit der Silhouette von St. Helena korrespondieren. Diese Verwechslung würde einen kapitalen Navigationsfehler sowohl in der Länge, als auch in der Breite bedeuten. Im 17. Jahrhundert war das allerdings nicht völlig ausgeschlossen, insbesondere nicht bei der Bestimmung des Längengrades.